# فلدبری
فلدبری (به انگلیسی: Fladbury) یک روستا و محله مدنی در بریتانیا است که در Wychavon واقع شده‌است. فلدبری ۷۵۰ نفر جمعیت دارد.